# Trichopterolophia schurmanni
Trichopterolophia schurmanni là một loài bọ cánh cứng trong họ Cerambycidae.